# Стоица Николов
Стоица Николов е български политик.

## Биография
Стоица Николов е кмет на Горна Джумая за кратко между 21 юни и 11 август 1914 г. От 11 август 1914 г. е назначен за член на реквизиционната комисия, в която остава до 19 май 1915 г. Въпреки че не е кмет е в тричленната комисия на града до 21 октомври 1915 г., когато е мобилизиран в 14 пехотен македонски полк. С полка взема участие в сражения с френски войници при връх Голаш и при жп линията Солун-Скопие. Умира на 16 юли 1943 г. в Горна Джумая.